# Corneille Heymans
Corneille Jean François Heymans (Gant, Bèlgica 1892 - Knokke 1968) fou un metge i professor universitari belga guardonat amb el Premi Nobel de Medicina o Fisiologia l'any 1938.

## Biografia
Va néixer el 28 de març de 1892 a la ciutat de Gant, capital de Flandes Oriental. Fill de J. Z. Heymans, catedràtic de farmacologia i rector d'universitat, va estudiar medicina a la Universitat de Gant i més tard a París, Lausana i Londres. A partir de 1925 va impartir classes de farmacologia a la Universitat de Gant, esdevenint catedràtic d'aquesta matèria posteriorment.
Sota la direcció del seu pare va treballar a l'Institut de Farmacodinàmica i Terapèutica de Gant, centre fundat pel primer i que va passar a dirigir després de la mort d'aquest. Heymans va morir el 18 de juliol de 1968 a la ciutat de Knokke, situada a la província de Flandes Occidental.

## Recerca científica
Va investigar inicialment els receptors del sistema vascular, que permeten al sistema nerviós vegetatiu regular la pressió arterial. Vers el 1929 va descobrir la sensibilitat de les artèries a certes variacions químiques de la sang, sensibilitat que permet regular la respiració de manera que arribi la quantitat adequada d'oxigen al cor i l'encèfal.
L'any 1938 va ser guardonat amb el Premi Nobel de Medicina o Fisiologia pels seus estudis sobre el paper del mecanisme sinusoidal i aòrtic en el control de la respiració.

## Reconeixements
En honor seu s'anomenà el cràter Heymans sobre la superfície de la Lluna.